# Spazio (album)
Spazio è il primo album in studio del gruppo musicale italiano Delta V, pubblicato nel 1998.

## Il disco
L'album è stato registrato e mixato al Solo Travelling Production Facility da Roberto Vernetti e con la voce di Francesca Touré. La foto di copertina è tratta dal videoclip de Il mondo visto dallo spazio. L'album è stato pubblicato dalla Ricordi in formato CD e musicassetta nel 1998 in due differenti edizioni, la seconda delle quali con due tracce aggiuntive, e non è mai stato ristampato.
Il titolo della canzone Palmer Eldritch! è un omaggio al romanzo Le tre stimmate di Palmer Eldritch di Philip K. Dick.
Il disco ha vinto il Premio Ciampi 1998 come miglior debutto discografico.
Il primo singolo Al.C (una sigla che sta per "amore libero e cuore") ottiene un buon airplay, seguito da Il mondo visto dallo spazio, molto passato anche dalle televisioni musicali grazie al videoclip di ambientazione rétro-futuristica. Ma è con il terzo singolo, Se telefonando, cover del celebre brano cantato da Mina, che il disco ottiene grandi consensi di pubblico, tanto che nell'estate del 1998 viene pubblicata una riedizione dell'album contenente 2 remix.

## Tracce
Prima edizione
Testi e musica di Bertotti-Ferri tranne dove indicato.
1. Il mondo visto dallo spazio
2. Senza gravità
3. Al.C (Marsano-Bertotti-Ferri)
4. Cento parole
5. Se telefonando (Costanzo-Di Chiara-Morricone)
6. Facile
7. Tu mi vuoi
8. Distante
9. Sei tu
10. Palmer Eldritch
11. Il mondo visto dallo spazio (Babinsky version)

Seconda edizione
Testi e musica di Bertotti-Ferri tranne dove indicato.
1. Il mondo visto dallo spazio
2. Senza gravità
3. Al.C (Marsano-Bertotti-Ferri)
4. Cento parole
5. Se telefonando (Costanzo-Di Chiara-Morricone)
6. Facile
7. Tu mi vuoi
8. Distante
9. Sei tu
10. Palmer Eldritch
11. Il mondo visto dallo spazio (Babinsky version)
12. Se telefonando (remix)
13. Se telefonando (remix extended)

## Crediti

### Musicisti
- Francesca Touré - voce
- Carlo Bertotti - tastiere, basso, programmazione, voce
- Flavio Ferri - chitarre, rumori
- Bruno Bergonzi - batteria
- Maurizio Liguori - programmazione

### Personale tecnico
- Roberto Vernetti - produzione
- Straker & Foster - arrangiamenti